# Sommarlek
Sommarlek (pt: Um verão de amor / br: Juventude) é um filme de drama da Suécia de 1951, realizado por Ingmar Bergman.

## Sinopse
Marie é uma bailarina clássica não muito jovem que, ao encontrar um antigo diário, recorda um verão que passou com Erland, um possessivo tio cuja mulher, com quem vivia numa ilha perto de Estocolmo, sofria de câncer.
Lá Marie faz amizade com um inocente jovem, Henrik, por quem ela logo se apaixona. Quando o verão está para terminar os jovens amantes estão muito envolvidos, mas algo trágico irá acontecer.
Na véspera da estréia do seu novo espetáculo, a bailarina Marie recebe um diário, que a faz lembrar do seu primeiro amor na juventude, um episódio que marcou para sempre sua vida.

## Elenco
- Maj-Britt Nilsson.... Marie
- Birger Malmsten.... Henrik
- Alf Kjellin.... David Nyström
- Annalisa Ericson.... Kaj
- Georg Funkquist.... tio Erland
- Stig Olin.... mestre de balé
- Mimi Pollak.... sra. Calwagen
- Renée Björling.... tia Elisabeth
- Gunnar Olsson.... padre
- Christopher Lee